# Truant (album)
TruANT – album grupy Alien Ant Farm wydany w 2003 roku.

## Lista utworów
1. "1000 Days" – 3:08
2. "Drifting Apart" – 2:54
3. "Quiet" – 3:01
4. "Glow" – 3:17
5. "These Days" – 3:07
6. "Sarah Wynn" – 3:24
7. "Never Meant" – 3:06
8. "Goodbye" – 4:07
9. "Tia Lupé" – 4:01
10. "Rubber Mallet" – 3:10
11. "S.S. Recognize" – 3:52
12. "Hope" – 3:41
13. "Words" (bonus)
14. "Spain In The Neck" (nie wydany)